# Station Yasu
Station Yasu (野洲駅,  Yasu-eki) is een spoorwegstation in de Japanse stad Yasu. Het wordt aangedaan door de Biwako-lijn. Het station heeft twee sporen, gelegen aan twee zijperrons.

## Treindienst

### JR West
| 1,2 | ■ Biwako-lijn | richting Kusatsu en Kioto    |
| 2,3 | ■ Biwako-lijn | richting Maibara en Nagahama |

## Geschiedenis
Het station van JR werd in 1891 geopend. In 1973 werd er een nieuw station gebouwd. In 1975 vond er een botsing tussen een doorgaande trein en een stilstaande trein plaats.

## Overig openbaar vervoer
Bussen van de Ōmi Spoorwegmaatschappij, Shiga Kōtsū en het stadsnetwerk van Yasu.